# Panda Bear (musikalbum)
Panda Bear är det första studioalbumet av den amerikanska musikern Panda Bear, vilket är Noah Lennoxs artistnamn. Albumet utgavs på skivbolaget Soccer Star som drevs av Deakin, som precis som Lennox senare skulle bli medlem i Animal Collective. Albumet är den första Animal Collective-relaterade utgivningen.
I samband med utgivningen av Person Pitch reflekterade Lennox över sitt första studioalbum:
| ”                                               | Mitt första album liknar Person Pitch för det bara är en samling av låtar. Det känns som jag inte kände till konceptet bakom ett album på den tiden, när jag var 15, 16, 17, 18 år eller så. Jag bara inkluderade låtar som jag gillade vid tidpunkten. | „ |
| – Noah Lennox i en intervju med Dusted Magazine | |   |

## Låtlista
1. "Inside a Great Stadium and a Running Race" (5:49)
2. "Mich mit einer Mond" (4:10)
3. "On the Farm" (4:00)
4. "Ohne Titel" (2:38)
5. "Fire!" (2:44)
6. "O Please Bring Her Back" (3:35)
7. "Ain't Got No Troubles" (3:59)
8. "Winter in St. Moritz" (2:13)
9. "Liebe auf den Ersten Blick" (4:41)
10. "A Musician and a Filmmaker" (4:30)
11. "We Built a Robot" (3:16)
12. "Sometimes When It Hurts Bad Enough It Feels Like This" (4:01)
13. "A Lover Once Can No Longer Now Be a Friend" (5:11)
14. "Ohne Titel" (2:50)